# Chandra Hirjee
Chandrasinh „Chandra“ Hirjee Jewraj (* 1924 in Mumbai, Britisch-Indien; † 1989) war ein indischer English-Billiards- und Snookerspieler, der insgesamt vier Mal die indische English-Billiards-Meisterschaft gewann und zwischen 1952 und 1958 sieben Mal das Finale der indischen Snooker-Meisterschaft erreichte.

## Leben
Chandra Hirjee wurde 1924 in Mumbai im damaligen Britisch-Indien als der älteste von fünf Söhnen von Hirjee Jewraj und Champabai Hirjee, die zu einer in Kalkutta ansässigen Wirtschaftsfamilie gehörten, geboren. Nach einer Schulausbildung an der St. Xavier's Collegiate School in Kalkutta stieg Hirjee als Jugendlicher in den familiären Betrieb ein. Schon damals galt Hirjee als sportlicher Mensch mit mehreren Siegen im Fußball oder im athletischen Bereich, der auf Druck seines Vaters schon früh damit begonnen hatte, Snooker und English Billiards zu spielen. Nach seiner Arbeit trainierte er meistens diese beiden Sportarten zusammen mit seinem Vater und seinen Freunden, sodass er schnell lokale und regionale Turniere gewann. Während des Zweiten Weltkrieges wurde Hirjee schließlich durch einen Schlagstockangriff britisch-indischer Truppen schwer verletzt, wovon er sich wochenlang erholen musste und ein Leben lang an Kopfschmerzen litt. Kurz darauf heiratete er Surya Udeshi.
Im Jahr 1946 erreichte Hirjee das Finale der indischen Meisterschaft im English Billiards und besiegte C. C. James. Nachdem er ein Jahr später seinen Titel mit einem Sieg über T. A. Selvaraj, dauerte es bis 1952, das er erneut das Endspiel erreichte. Jedoch verlor er mit 2750:3630 gegen Wilson Jones. Im selben Jahr verlor er mit 2:7 im Finale der indischen Snooker-Meisterschaft ebenfalls gegen Jones. 1953 erreichte er erneut das Finale der Snooker-Meisterschaft und unterlag mit 1:5 Leslie Driffield, bevor er 1954 in beiden Wettbewerben gegen Wilson Jones im Endspiel unterlag, im Rahmen der Snooker-Meisterschaft mit 4:5, im English Billiards mit 3272:3333.
Auch 1955 unterlag er bei der English-Billiards-Meisterschaft im Endspiel Jones mit 2945:3775, während er im Finale der Snooker-Meisterschaft an T. A. Selvaraj scheiterte. Schließlich gelang Hirjee 1956 mit einem 4132:2730-Sieg über Jones der dritte English-Billiards-Meistertitel, während er sich im Snooker Mohammed Lafir geschlagen geben musste. Ein Jahr revanchierte sich im English Billiards für die Vorjahresniederlage und besiegte Hirjee mit 3239:3949 und auch im Snooker verlor Hirjee erneut gegen Mohammed Lafir. 1958 konnte Hirjee allerdings mit einem 3825:3448-Sieg über Wilson Jones zum vierten Mal Meister im English Billiards werden, jedoch unterlag er im Gegensatz dazu Jones mit 5:6 im Finale der Snooker-Meisterschaft.
Hirjee starb im Jahr 1989, eventuell in Kalkutta.

## Erfolge
| Ausgang                              | Jahr | Turnier                                  | Finalgegner      | Ergebnis  |
| ------------------------------------ | ---- | ---------------------------------------- | ---------------- | --------- |
| Amateurturniere im English Billiards |      |                                          |                  |           |
| Sieger                               | 1946 | Indische English-Billiards-Meisterschaft | C. C. James      | unbekannt |
| Sieger                               | 1947 | Indische English-Billiards-Meisterschaft | T. A. Selvaraj   | unbekannt |
| Zweiter                              | 1952 | Indische English-Billiards-Meisterschaft | Wilson Jones     | 2750:3630 |
| Zweiter                              | 1954 | Indische English-Billiards-Meisterschaft | Wilson Jones     | 3272:3333 |
| Zweiter                              | 1955 | Indische English-Billiards-Meisterschaft | Wilson Jones     | 2945:3775 |
| Sieger                               | 1956 | Indische English-Billiards-Meisterschaft | Wilson Jones     | 4132:2730 |
| Zweiter                              | 1957 | Indische English-Billiards-Meisterschaft | Wilson Jones     | 3239:3949 |
| Sieger                               | 1958 | Indische English-Billiards-Meisterschaft | Wilson Jones     | 3825:3448 |
| Amateurturniere im Snooker           |      |                                          |                  |           |
| Zweiter                              | 1952 | Indische Snooker-Meisterschaft           | Wilson Jones     | 2:7       |
| Zweiter                              | 1953 | Indische Snooker-Meisterschaft           | Leslie Driffield | 1:5       |
| Zweiter                              | 1954 | Indische Snooker-Meisterschaft           | Wilson Jones     | 4:5       |
| Zweiter                              | 1955 | Indische Snooker-Meisterschaft           | T. A. Selvaraj   | unbekannt |
| Zweiter                              | 1956 | Indische Snooker-Meisterschaft           | Mohammed Lafir   | unbekannt |
| Zweiter                              | 1957 | Indische Snooker-Meisterschaft           | Mohammed Lafir   | unbekannt |
| Zweiter                              | 1958 | Indische Snooker-Meisterschaft           | Wilson Jones     | 5:6       |